# NARC (jeu vidéo, 2005)
Pour les articles homonymes, voir NARC.
NARC est un jeu vidéo de type GTA-like développé par VIS Entertainment et édité par Midway Games sorti en 2005 sur PlayStation 2 et Xbox. Ce jeu est un remake de NARC, sorti en 1988.

## Accueil
- IGN : 6,5/10[2]
- GameSpot : 5,6/10[3]